# Unia Swarzędz
Swarzędzki Klub Sportowy "Unia" – wielosekcyjny polski klub sportowy z siedzibą w Swarzędzu, którego piłkarze występują w III lidze.

## Krótka historia
Klub został założony 15 sierpnia 1921 roku. Inicjatorem jego powstania był  Marian Zaporowski. Nazwa "Unia" została nadana przez dwójkę działaczy: Henryka Dąbkiewicza i Jana Dytkiewicza, natomiast charakterystyczne biało-niebieskie barwy obowiązują dopiero od lat. 50 XX wieku. W okresie międzywojennym zespół występował w barwach fioletowo-białych. Obecny stadion Unii istnieje od roku 1937. W 1923 r. Unia przystąpiła do Poznańskiego Okręgowego Związku Piłki Nożnej. Obok sekcji piłki nożnej od 1929 roku swarzędzki klub miał również sekcje tenisa stołowego i tenisa ziemnego. W czasie II wojny światowej klub przestał istnieć, jednak 10 czerwca 1945 roku Unia wznowiła swoją działalność.
Po wojnie oprócz piłki nożnej Unia miała wiele innych sekcji, m.in. lekkoatletyka, podnoszenie ciężarów czy pływanie. Największe sukcesy zawodników Swarzędzkiego Klubu Sportowego to mistrzostwa, wicemistrzostwa i brązowe medale Mistrzostw Polski w zapasach w stylu klasycznym. Koszykarki Unii występowały w I lidze (w tym okresie istniała Ekstraklasa, I i II liga). Lekkoatleta Zenon Baranowski uczestniczył w Igrzyskach Olimpijskich w Melbourne w 1956 roku.
Aktualnie swarzędzki klub posiada sekcje piłki nożnej, zapasów, gimnastyki i lekkoatletyki.
W Unii występowali piłkarze mający I-ligowe doświadczenie, a najbardziej znanym jest Marek Rzepka, który w ekstraklasie rozegrał ponad 300 meczów. Wychowankiem Unii był rezerwowy bramkarz reprezentacji Polski na Mistrzostwach Świata w 1974 roku Andrzej Fischer.
Największym sukcesem piłkarzy "Dumy Swarzędza" są występy w dawnej III lidze (obecnie II lidze) w latach 1992–1994 i 1996–1998.
W latach 2008–2016 SKS występował w III lidze, w sezonie 2016/17 oraz 2017/18 w IV lidze, gr. wielkopolskiej (północ), w sezonach 2018/19 i 2019/20 w IV lidze, gr. wielkopolskiej, a od momentu awansu w 2020 roku występuje w III lidze, gr. II.
W 2021 roku Unia Swarzędz obchodziła swoje 100-lecie.
W sezonie 2023/24 Unia Regionalny Puchar Polski, dzięki czemu w sezonie 2024/2025 reprezentowała od I rundy województwo wielkopolskie w Pucharze Polski, w której przegrała z MKS-em Kluczbork odpadając z rozgrywek.

## Stadion

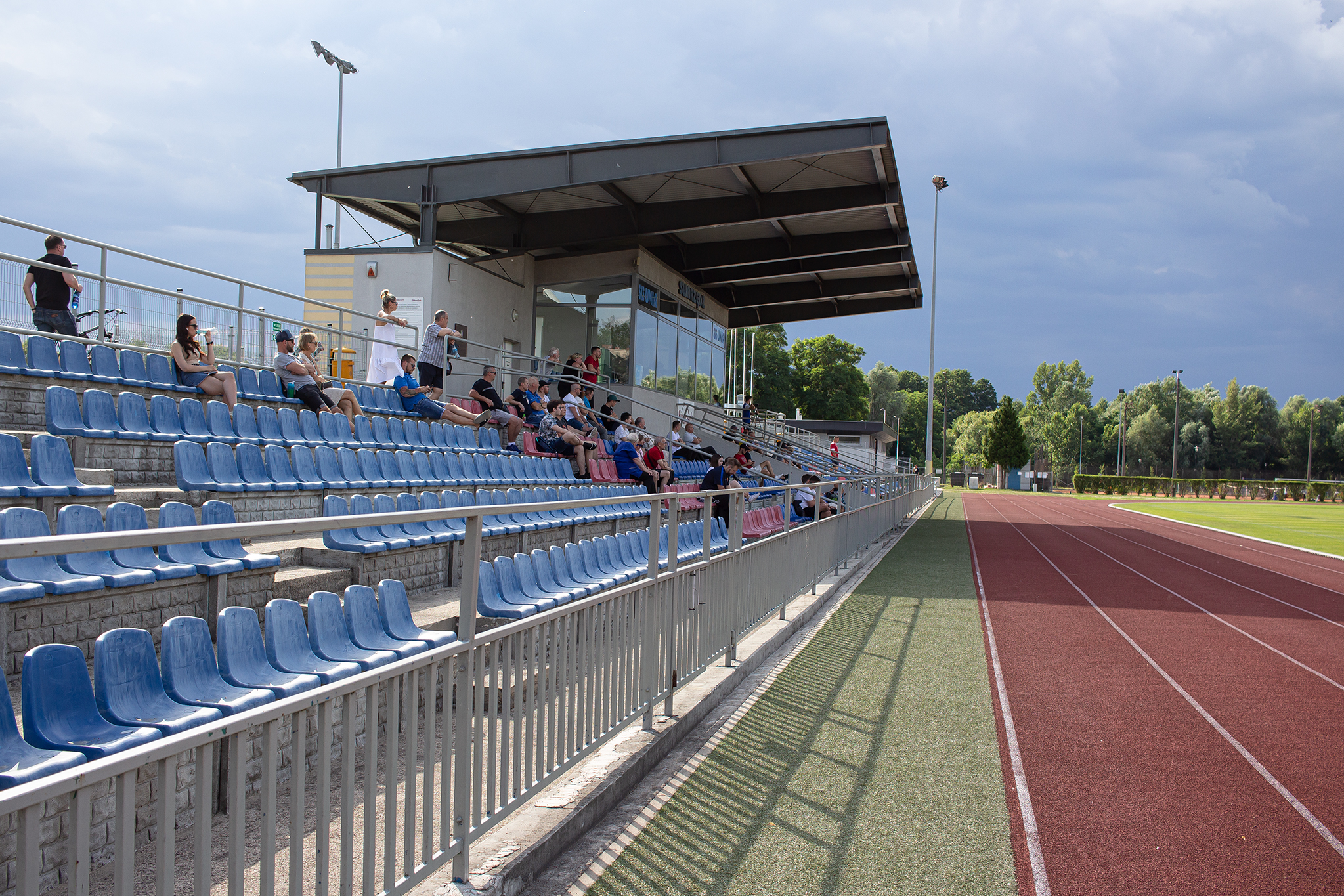
Stadion Miejski w Swarzędzu

Zawodnicy swarzędzkiego zespołu grają na Stadionie Miejskim w Swarzędzu, gdzie w latem 2006 roku były rozgrywane Mistrzostwa Europy do lat 19. Pojemność stadionu wynosi ok. 1 500 miejsc. Pierwszą bramkę na nowym obiekcie zdobył Mateusz Gawroński. Po modernizacji obiektu zakończonej w 2017 roku powstała bieżnia wokół boiska i skocznia do skoku w dal. Wymieniono także nawierzchnię trawiastą oraz odnowiono trybuny.

## Kadra zespołu
| Nr | Poz. | Piłkarz             |
| -- | ---- | ------------------- |
| 1  | BR   | Andrzej Budnik      |
| 3  | OB   | Jakub Dohnal        |
| 16 | PO   | Paweł Koralewski    |
| 5  | PO   | Marcin Nowicki      |
| 6  | OB   | Kamil Czaplicki     |
| 7  | PO   | Tomasz Węcławek     |
| 8  | PO   | Filip Soboń         |
| 9  | NA   | Krzysztof Stępiński |
| 10 | PO   | Mateusz Świergiel   |
| 11 | PO   | Dominik Nowacki     |
| 12 | BR   | Dariusz Nowak       |
| 19 | NA   | Krystian Antczak    |

| Nr | Poz. | Piłkarz             |
| -- | ---- | ------------------- |
| 13 | OB   | Tomasz Neumann      |
| 14 | OB   | Patryk Pawłowski    |
| 2  | OB   | Daniel Brylewski    |
|    | OB   | Jan Głuchowski      |
| 17 | OB   | Mikołaj Nowak       |
|    | OB   | Mikołaj Kistowski   |
|    | OB   | Sebastian Herkt     |
| 22 | PO   | Piotr Babuszkiewicz |
| 4  | PO   | Wojciech Antczak    |
| 20 | PO   | Mikołaj Remlein     |
| 24 | NA   | Marcin Łażewski     |